# Cyprian Kamil Norwid
Cyprian Kamil Norwid, né le 24 septembre 1821 et mort le 23 mai 1883 dans le 13e arrondissement de Paris, est un poète, écrivain, auteur dramatique, penseur, peintre et sculpteur polonais. Son œuvre a été redécouverte par le mouvement moderniste polonais, dont il est devenu le « wieszcz », le barde-prophète.

## Biographie
En 1842, il voyage en Allemagne et en 1843 part étudier la sculpture, la peinture et le dessin à l'Académie des Beaux-arts de Florence. En 1845, il s'installe à Rome, où il fait la connaissance de Maria Kalergis avec laquelle il effectue de nombreux voyages en Europe. 
En janvier 1849, il s'installe de manière définitive à Paris. Au sein de la grande diaspora des intellectuels polonais, il fréquente entre autres Adam Mickiewicz, Frédéric Chopin, Juliusz Słowacki et Zygmunt Krasiński. Il vit des travaux plastiques, notamment pour l'orfèvre François-Désiré Froment-Meurice. Mais les déboires matériels et sentimentaux le poussent à tenter sa chance aux États-Unis où il reste deux ans, de 1853 à 1854. C'est un nouvel échec et, début 1855, il rentre à Paris. En 1868, il devient membre de la Société des artistes français en tant que graveur .
Ayant longtemps vécu dans des conditions misérables, il devient pensionnaire de l'hospice des Sœurs de la Charité, l'Œuvre Saint-Casimir, créée en 1860 par les membres de la noblesse polonaise ayant fui leur pays à la suite de la révolution de 1830, pour accueillir les Polonais en exil, les insurgés et les orphelins. Située au 119 rue du Chevaleret à Paris, il appartenait à l'époque à la ville d'Ivry-sur-Seine. Norwid y demeura de 1877 jusqu'à sa mort en 1883. En 2006 on a inauguré à peu de distance de l'hospice le square Cyprian Norwid où se dresse un monument à sa mémoire. 

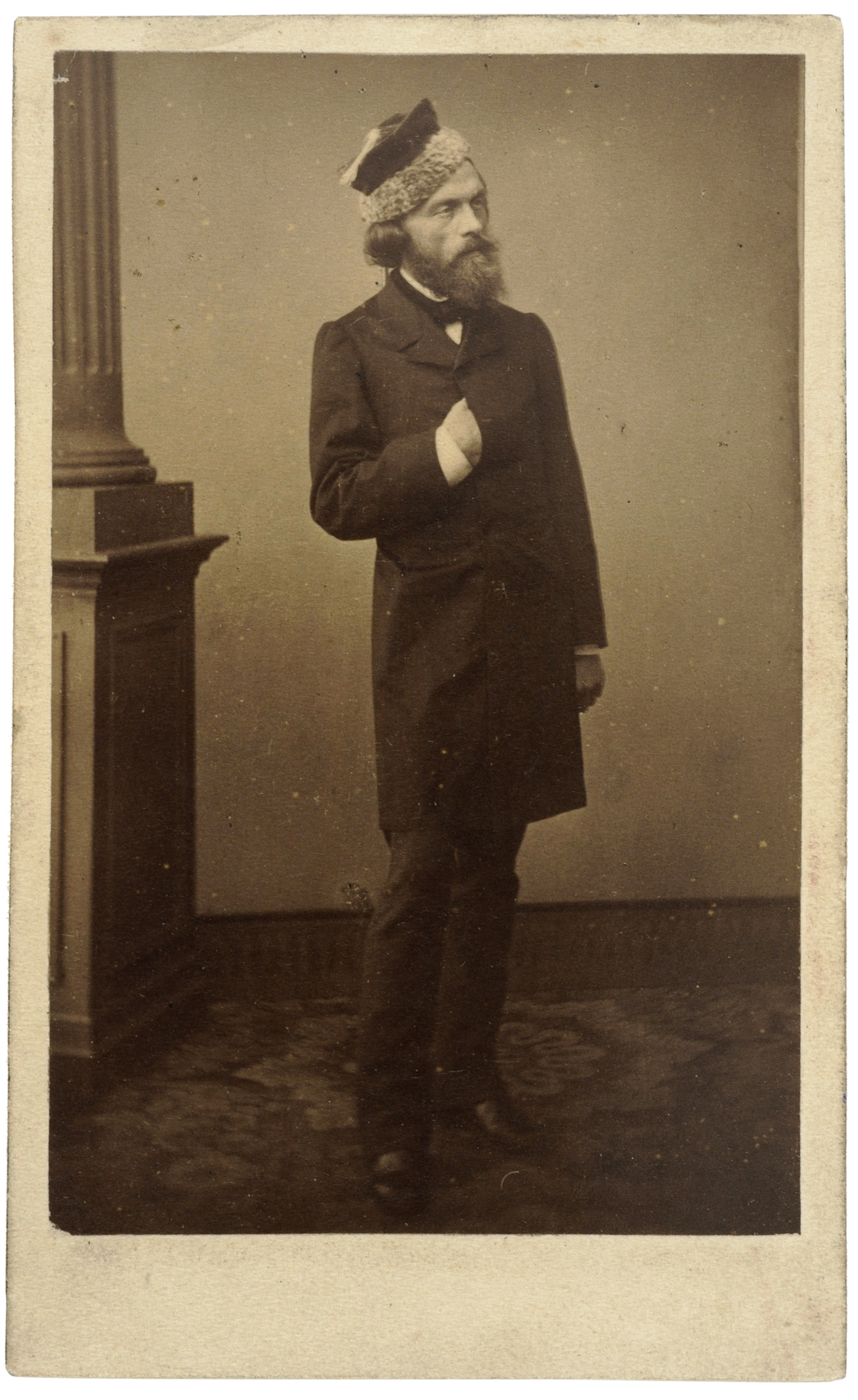
Norwid en 1861.

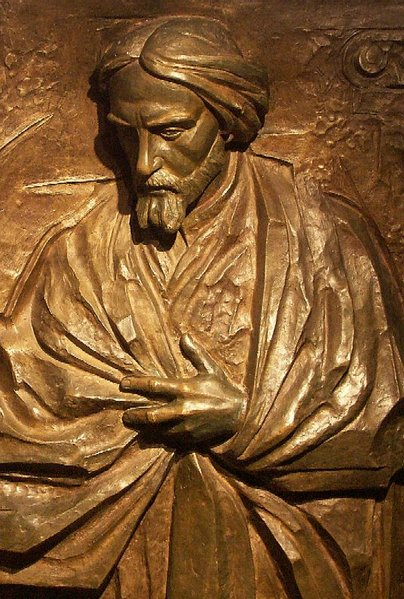
Statue de Norwid à la cathédrale de Wawel à Cracovie.

Norwid fut inhumé d'abord au cimetière d'Ivry, avant de rejoindre en 1888 le carré polonais de Champeaux situé à Montmorency dans le Val-d'Oise. Ses restes, en fait quelques poignées de terre prélevées dans le caveau collectif qui contient ses cendres, furent transférés en 2001 à la crypte des Grands poètes (à côté de Adam Mickiewicz et de Juliusz Słowacki) à la cathédrale royale du Wawel à Cracovie.

## Postérité
Son œuvre fut redécouverte par le poète, critique et éditeur polonais Miriam (Zenon Przesmycki) en 1897 dans une bibliothèque de Vienne. Il s'agissait du recueil Poezje que Norwid réussit à publier en 1862 chez Brockhaus à Leipzig dans la Collection des poètes polonais.
Sa notoriété n'a fait depuis que grandir, et l'un de ses plus fidèles admirateurs, le pape polonais Jean-Paul II, a contribué encore à populariser ce poète national. Norwid, considéré par Joseph Brodsky, prix Nobel 1985, comme le plus grand poète du XIXe siècle, apparaît aujourd'hui comme le plus universel des écrivains polonais de cette époque. Sa pensée éclectique constitue une fusion extraordinaire du christianisme et de la philosophie orientale, surtout chinoise. On peut également le considérer comme précurseur de Pierre Teilhard de Chardin. Dans le domaine du langage Norwid s'avère comme le plus révolutionnaire des poètes polonais du XIXe siècle. Son influence sur la poésie de la première moitié du XXe siècle fut immense. Les idées contenues dans son vaste poème mystico-philosophique Promethidion (1851), réédité par Miriam en 1905, où il préconise le retour aux sources mêmes de la « polonité », ont influencé tous les domaines de l'art polonais : architecture, arts plastiques, arts décoratifs, artisanat artistique. Son théâtre (Cléopâtre et César, L'Acteur, Dans les coulisses, L'Anneau de la grande dame) redécouvert pour de bon seulement dans les années 1960 le situe parmi les grands précurseurs de la dramaturgie moderne. Étonnant visionnaire qui en janvier 1852 déjà prévoyait la catastrophe de la Première Guerre mondiale (lettre à J.B. Zaleski), Norwid apparaît également comme précurseur de l'Europe unie qu'il concevait comme un exemple de l'union des contraires, idée-clé de sa pensée, où tous les éléments qui décident de sa diversité se complètent et collaborent (Znicestwienie narodu, Disparition de la nation, 1871). 
« Mais toi ? - mais moi ? — Faisons jaillir le chant du Jugement,
Clamons : « Réjouis-toi, lointain héritier !…
Les pierres sourdes ont gémi, :
L'idéal… a touché le pavé - - »
— Extrait du Piano de Chopin, traduction de Christophe Jeżewski et François-Xavier Jaujard

## Hommages

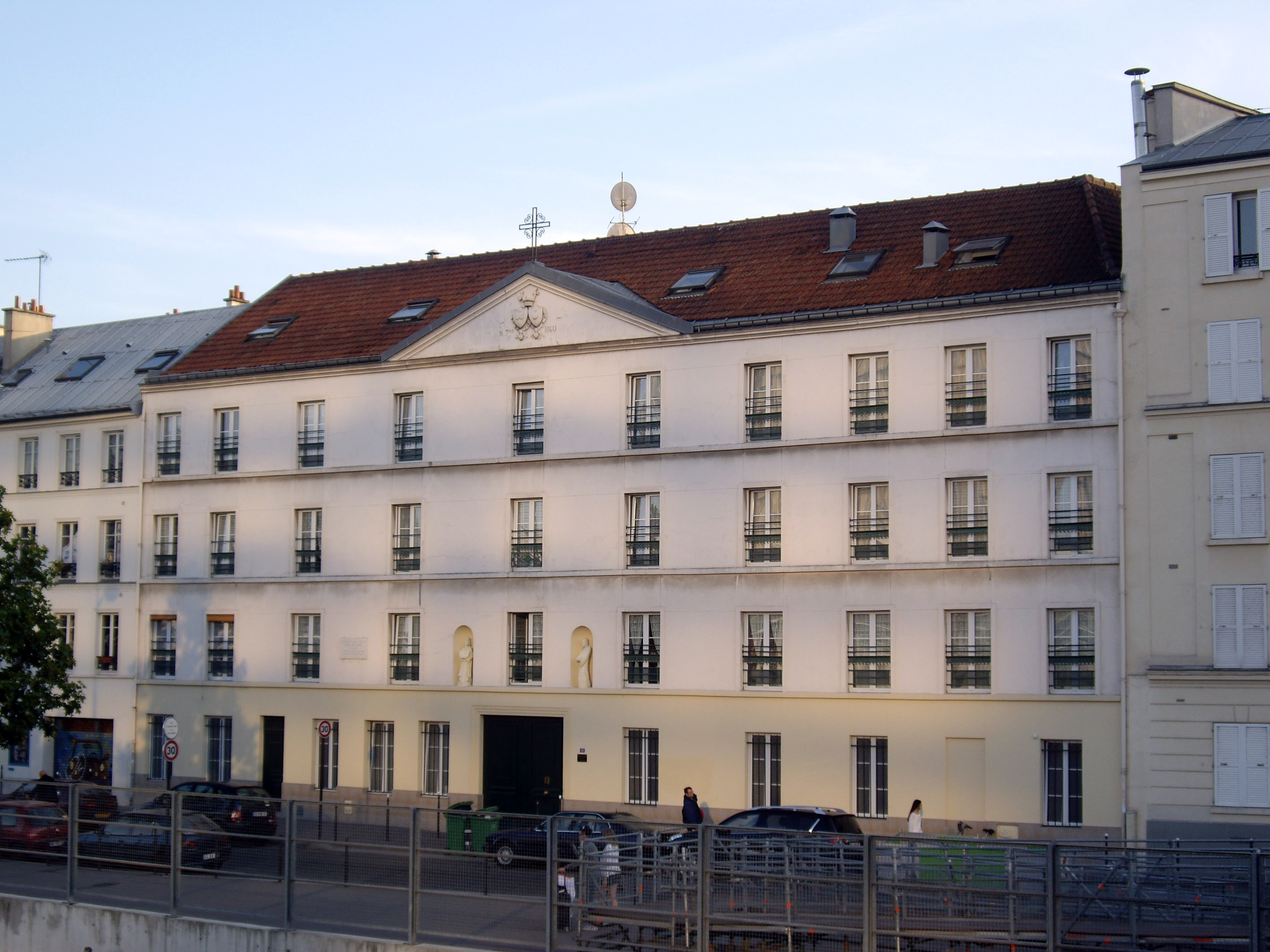
L'Œuvre de Saint-Casimir au 119 rue du Chevaleret à Paris.

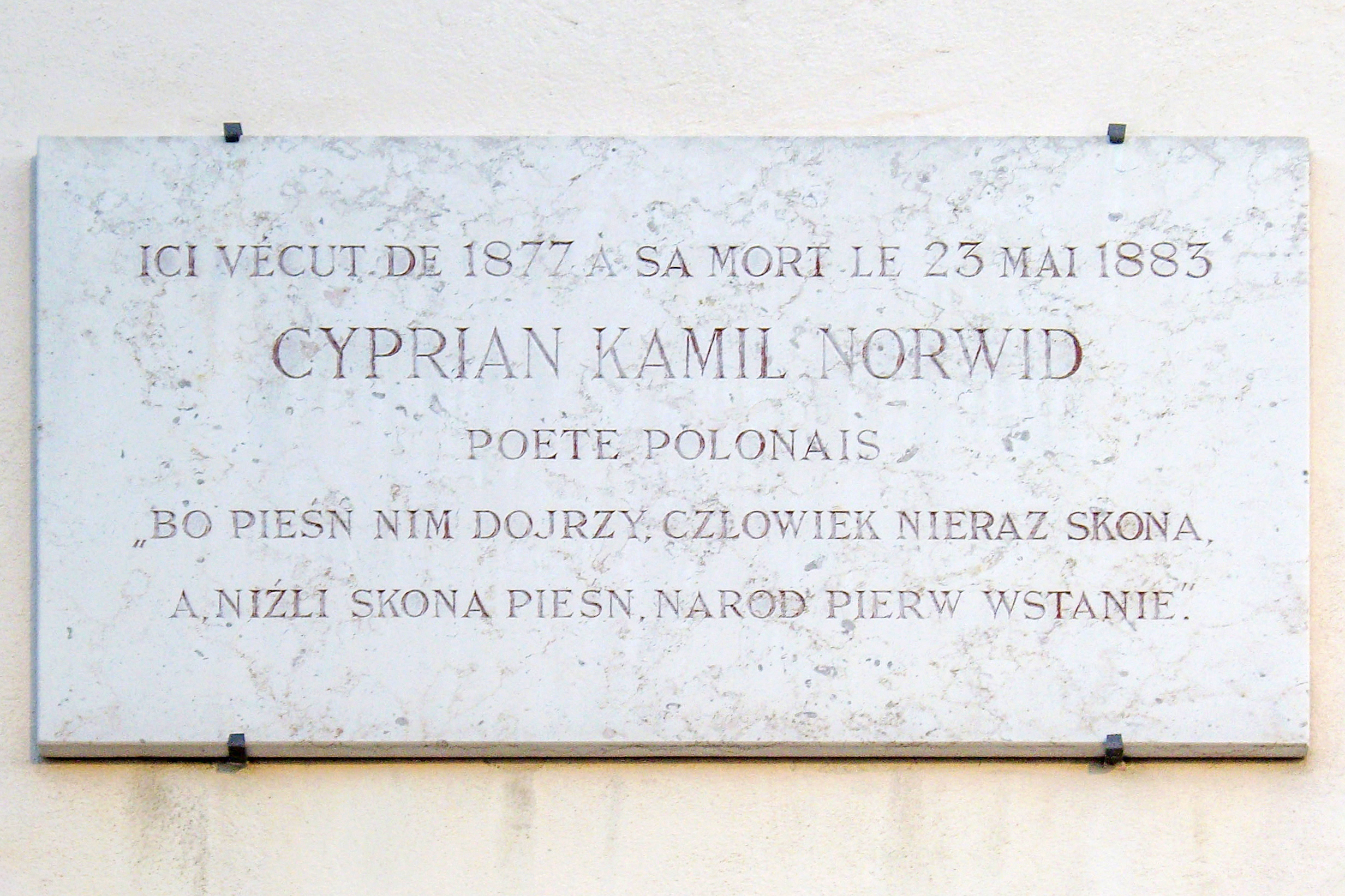
Plaque commémorative.

- Une plaque commémorative lui rend hommage 119 rue du Chevaleret (13e arrondissement de Paris).
- Jardin Cyprian-Norwid, dans le même arrondissement.
- Le lycée polonais de Villard-de-Lans (1940 - 1946) qui accueillait des jeunes polonais en exil durant l'occupation de la Pologne par l'Allemagne, portait son nom.

## Œuvres
Poèmes
- Bema pamięci żałobny rapsod (1851) (Rhapsodie funèbre à la mémoire de Józef Bem)
- Coś ty Atenom zrobił, Sokratesie (Qu'as-tu fait à Athènes, Socrate) (1856)
- Wesele. Powieść (1847) Les noces
- Pięć zarysów (1847-1852)
- Pompeja (1848 lub 1849)
- Niewola. Rapsod (1849)
- Promethidion (1851)
- Salem (1852)
- Szczęsna. Powieść (1854)
- Epimenides. Przypowieść (1854)
- Quidam Przypowieść (1855-1857)
- Garstka piasku (1859)
- Vade-mecum (recueil de 100 poèmes, 1858-1865)
- Fortepian Szopena (1865)
- Fulminant. Rapsod (1863)
- Rzecz o wolności słowa (1869)
- Assunta (1870)
- A Dorio ad Phrygium (1871)

Prose
- Łaskawy opiekun czyli Bartłomiej Alfonsem (1840)
- Wyjątek z pamiętnika (1850)
- Czarne kwiaty. Białe kwiaty (1856)
- Bransoletka. Legenda dziewiętnastego wieku (1858)
- Cywilizacja. Legenda (1861)
- Ostatnia z bajek (1884)
- Milczenie
- Pamiętnik Podróżny

Nouvelles
- Ad leones! (1883)
- Stygmat (1883)
- Tajemnica lorda Singelworth (1883)
- Archeologia (1866)
- Dwie powieści (1866)

Théâtre
- Noc tysiączna druga. Komedia (1850)
- Wanda (1851)
- Zwolon (1851)
- Krakus. Książę nieznany (1851, 1861)
- Słodycz (1855 lub 1856)
- Tyrtej-Za kulisami (1865-1869)
- Aktor. Komediodramat (1867)
- Pierścień Wielkiej Damy, czyli Ex-machina Durejko (1872)
- Kleopatra i Cezar (1870-1878/79)

Traductions en français

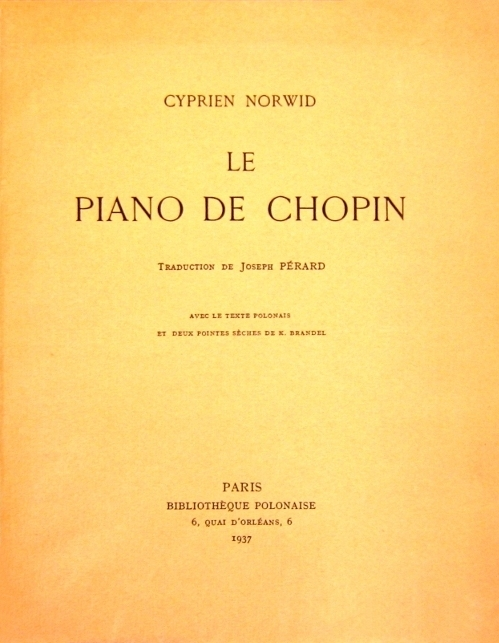

- Le Stigmate, traduction de Paul Cazin, Paris, Gallimard, 1932
- Le Piano de Chopin, traduction de Joseph Pérard avec le texte polonais et deux pointes sèches de Konrad Brandel (Norwid en 1846, dessin par lui-même), Paris, Bibliothèque Polonaise, 1937, 33 p.
- Prométhidion, traduction de Joseph Pérard, Paris, Bibliothèque polonaise, 1939
- Choix de poèmes, traduction de Christophe Jeżewski et al., Obsidiane, no 22/1983
- Le Piano de Chopin, traduction de Christophe Jeżewski et François-Xavier Jaujard, La Revue musicale no 364/1983
- Trilogie italienne, traduction de Christophe Potocki, Agnieszka Grudzińska et Monique Jean, José Corti, Paris, 1994
- Poèmes choisis, traduction de Roger Legras, L'Âge d'Homme, Lausanne, 1999
- O Szopenie / Sur Chopin, (bilingue) traduction de Christophe Jeżewski et al., Lodart, Łódź, 1999
- Lumières du Royaume, traduction de Christophe Jeżewski et al., Éditions Bénédictines, 2001
- Vade-mecum, traduction de Christophe Jeżewski et al., avec 34 illustrations de l'auteur, Noir sur Blanc, 2004
- Cléopâtre et César, traduction de Christophe Jeżewski et Claude Henry du Bord, Cahiers Bleus/Librairie Bleue, 2006
- Le Piano de Chopin, traduction de Christophe Jeżewski et François-Xavier Jaujard, Anima Mundi, 2006, édition de luxe avec 10 dessins de l'auteur gravés par Raphael Augustinus Kleweta
- Chopin/Szopen (bilingue), traduction de Christophe Jeżewski et al., Maison GAL, Varsovie, 2010
- L'intarissable source, Edition établie et préfacée par Christophe Jeżewski, Editions Pierre-Guillaume De Roux, 2017